# Semisulcospira nakasekoae
Semisulcospira nakasekoae is een slakkensoort uit de familie van de Semisulcospiridae. De wetenschappelijke naam van de soort werd voor het eerst geldig gepubliceerd in 1929 door Kuroda.